# Emilee O’Neil
Emilee O’Neil (* 26. März 1983 in Atlanta, Georgia als Emilee Shim) ist eine US-amerikanische Fußballspielerin, die zuletzt bis Februar 2014 beim Portland Thorns FC unter Vertrag stand.

## Karriere
In der Saison 2012 lief O’Neil, die Fußball bis dahin seit ihrer Studienzeit an der Stanford University nicht mehr leistungsorientiert gespielt hatte, für die Bay Area Breeze in der zweitklassigen WPSL auf und kam dort in allen zehn Saisonspielen zum Einsatz. Anfang 2013 wurde sie von Portland für die neugegründete NWSL verpflichtet, nachdem sie bei einem offenen Trainingslager überzeugt hatte. Ihr Ligadebüt gab O’Neil am 13. April 2013 gegen den FC Kansas City als Einwechselspielerin. Für sie war dies, kurz nach ihrem 30. Geburtstag, der erste Einsatz in einer professionellen Fußballmannschaft. Im Februar 2014 wurde sie, ebenso wie ihre Teamkollegin Casey Ramirez, von Portland freigestellt.